# التعليم التقدمي
التعليم التقدمي هي حركة تربية بدأت في أواخرالقرن التاسع عشر وقد استمرت بأشكال مختلفة حتى الوقت الحاضر وقد انخرط مصطلح التعليم التقدمي في تمييز هذا التعليم عن المناهج الأروبية الأمركية التقليدية في القرن التاسع عشر، والتي كانت متمحورة في الإعداد الكلاسيكي للجامعة وتختلف بشدة من قبل الطبقات الاجتماعية.

## نبذة
على النقيض من ذلك يجد التعليم التقدمي جذوره في التجربة الحديثة معظم برامج التعليم التقدمي لديها هذه الصفات الشتركة:
- التركيز على التعلم من خلال العمل-المشاريع العملية و، التعلم الاستكشافي، التعلم التجريبي.
- المنهج المتكامل الذي يركز على الوحدات المواضعية.
- إدماج ريادة الأعمال في التعليم. [بحاجة لمصدر]
- التركيز القوي على حل المشكلات وتفكير نقدي
- العمل الجماعي وتنمية المهارات الاجتماعية
- الفهم والعمل كاهداف للتعلم بدلاً من أستنكار المعرفة
- التعاون في المشاريع وتعلم التعلم التعاوني
- التعلم من أجل مسؤولية اجتماعية وديمقراطية
- التعليم شخصي للغاية محاسبة للأهداف الشخصية لكل فرد
- دمج مشاريع خدمة المجتمع وتعلم الخدمات في المناهج الدراسية اليومية[بحاجة لمصدر]
- اختيار محتوى الموضوع من خلال التطلع إلى السؤال عن المهارات التي ستكون مطلوبة في المجتمع المستقبلي [بحاجة لمصدر]
- عدم التركيز على الكتب المدرسية لصالح مصادر التعلم المتنوعة
- التركيز على تعلم مدى الحياة والمهارات الاجتماعية
- التقييم من خلال تقييم مشاريع الأطفال وإنتاجهم

## نظرية التعليم
يمكنك أن ترجع الفضل لتعليم التقدمي إلى أعمال جون لوك وجان جاك روسو وكلاهما معروف بأنه رائد أفكار التي من شأنها أن يتم تطويرها من قبل المنظرين مثل جون ديوي، يعتبر جون ديوي واحداً من أوائل التجريبيين البريطانيين، يعتقد لوك أن«الحقيقة والمعرفة...تنشأ من المراقبة والخبرة بدلا من التلاعب الأفكار المقبولة أو المعطاة». :2 ناقش كذلك حاجة الأطفال إلى تجارب ملموسة من أجل التعلم وعمق هذا من خلال تربية إميل النموذجا، حيث يجادل فيه بأن إخضاع الطلاب للمعلمين وتحفيظ الحقائق لن يؤدي إلى التعليم.

### يوهان برنهارد بيساو
في ألمانيا أسس يوهان برنهارد بيساو (1724–1790) منظمة خيرية في ديساو عام 1774 طور أساليب تعليمية تعتمد على المحادثة واللعب مع الطفل، وبرنامج للتنمية البدنية كان هذا ناجحاً لدرجة أنه كتب أطروحة عن أساليبه«على الطريقة الأفضل وغير معروفة حتى الآن لتعليم أطفال النبلاء».

### كريستيان غوتلف سالزمان
كريستيان غوتيلف سالزمان (1744–1811) كان مؤسس مؤسسة شنيبفينثال وهي مدرسة مخصصة لأساليب التعليم الجديدة (المستمدة بشكل كبير من أفكار جان جاك روسو) كاتب كتب عناصرالأخلاق للأطفال ويعتبر واحد من الكتب الأولى التي ترجمة إلى اللغة الإنجليزية من قبل ماري ولستونكرافت.

### يوهان هاينريش بيستالوزي
يوهان هاينريش بستالوتزي (1746-1827) كان سويسري ومربي، وينتهج المصطلح الرومانسية في نهجه التعليمي أسس العديد من المؤسسات التعليمية في المناطق الناطقة بالألمانية والفرنسية في سويسرا وكتب العديد من الأعمال التي تشرح مبادئه الحديثه الثورية للتعليم وكان شعاره «التعلم بالرأس واليد والقلب» تشبه أبحاثه ونظرياته إلى حد كبير تلك التي أوجزها روسو في إميل.أيضا يعتبره الكثيرون «والد علم التعليم الحديث». نظرياته نفسانية تتعلق بالتعليم حيث تركز على تطوير التدريس الأشياء أي أنه يشعر أن الأفراد يتعلمون بشكل أفضل من خلال التجارب ومن خلال التلاعب وتجربة الأشياء وتكهن كذلك بأن الأطفال يتعلمون من خلال دوافعهم الداخلية بدلاً من الإكراه.(انظر أيضًا إلى الجوهر الداخلي مقابل الدافع الخارجي).تكون مهمة المعلم هي مساعدة في توجيه الطلابه كأفراد من خلال تعلمهم والسماح لهم بأستكشاف بشكل طبيعي.

### فريدريش فروبيل
فريدريش ويلهلم أوغست فروبل (1782–1852) كان طالبًا في بيستالوزي الذي أرسى الأساس للتعليم الحديثعلى أساس الاعتراف بأن الأطفال لديهم احتياجات وقدرات فريدة وأعرب عن اعتقاده با«النشاط الذاتي» واللعب كعوامل أساسية في التعليم الأطفال ولم يكن دور المعلم هو التلقين بل التشجيع للتعبير عن الذات من خلال اللعب سواء على الصعيد الفردي أو الجماعي ولقد أبتكر مفهوم الروضة.

### يوهان فريدريش هيربارت
أكد يوهان فريدريش هيربارت (1776-1841) على الصلة بين التنمية الفردية والمساهمة المجتمعية الناتجة كانت الأفكار الرئيسية الخمس التي ألفت مفهومه للنضج الفردي هي الحرية الداخلية و، الكمال، الإحسان، العدالة، لإنصاف أو التعويض. وفقاً لهيربات فإن القدرت ليست فطرية لكن يمكن غرسها وبالتالي فإن التعليم الشامل يمكن أن يوفر الإطار للتنمية الأخلاقية والفكرية.ومن أجل تنمية الطفل إلى الوعي بالمسؤولية الاجتماعية دعا هيربات إلى أن يستخدم المعلمون منهجية بخمس خطوات رسمية: باستخدام هذا الهيكل أعد المعلم موضوعًا يهم الأطفال، وعرض هذا الموضوع وشكك بهم بشكل استقرائي حتى وصلوا إلى المعرفة جديدة استنادًا إلى ما عرفوه بافعل ونطروا إلى الوراء ولخصوا إنجازات الدرس بشكل استنتاجي ثم ربطوها بالمبادئ الأخلاقية للحياة اليومية.

### جون ملكيور بوسكو
جون ميلشيور بوسكو (1815–1888) كان قلقًا بشأن تعليم أطفال الشوارع الذين غادرو قراهم للعثور على عمل في مدينة تورين الصناعية بإيطاليا وقدر رأى بوسكو الذين تم استغلالهم كعمالة رخيصة أو مسجونين بسبب سلوكهم الجامح ورأى بوسكو الحاجة إلى خلق مساحة حيث يشعرون أنهم في وطنهم. وصفها بأنها «خطبة» حيث يمكنهم اللعب والتعلم وتبادل الصداقات والتعبير عن أنفسهم وتطوير مواهبهم الإبداعية والمهارات اللازمة للعمل الحر المربح ومع أولئك الذين وجدوعملاً أنشاء بوسكو جمعية صناديق مشتركة (نسخة مبكرة من بنك غرامين)لتعليمهم فوائد الادخار والاعتماد على الذات وكانت المبادئ التي يقوم عليها طريقته التعليمية التي انتصرات على قلوب وعقول الألأف من الشباب الذين توافدو إلى خطبته التي بعنوان «كن عاقلاً وكن طيباً واصدق وكن كريماً في الخدمة».يمارس اليوم أسلوبه التعليم في ما يقرب 3000 مؤسسة أنشأها أعضاء الجمعية الساليزية التي أسسها في عام 1873.

### سيسيل ريدي
أثناء دراسته للحصول على الدكتوراه في غوتنغن عام 1882-1883، أعجب سيسيل ريدي كثيراً بالنظريات التعلمية التقدمية التي يتم تطبيقة هناك. أسس ريدي مدرسة أبوتشولم في ديربيشاير في إنجلترا عام 1889وقد سن منهجه الدراسي أفكار التعليم التقدمي رفض ريدي تعلم الروت واللغات الكلاسيكية والعقاب البدني جمع بين الدراسات في اللغات الحديثة والعلوم والفنون مع برنامج التمرين البدني، العمل اليدوي، الترفيه، الحرف اليدوية.قامت المدارس بتصميم نماذجها بعد تأسيس أبتشولم في جميع أنحاء أوروبا، وكان النموذج مؤثرًا بشكل خاص في ألمانيا. غالبًا ما أشرك ريدي المعلمين الأجانب الذين تعلمو ممارساتها قبل العودة إلى ديارهم لبدء مدارسهم الخاصة أسسهيرمان لييتزوهو مدرس في أبتشولم ومؤسس لخمس مدارس (دور التعليم الريفية للبنين) وسرعلى مبادئ أبوتشولم. من الأشخاص الأخرين الذين أثر عليهم كيرت هان وأدولف فيرير وإدموند ديمولينز.كما وصلت أفكاره إلى اليابان حيث تحولت إلى حركة تعليم حر في عهد تايشو (تايشو جيو كيوكيكو دو).

### جون ديوي
في الولايات المتحدة ساعدت «حركة التعليم التقدمي» التي بدأت في ثمانينيات القرن التاسع عشر وتستمر لمدة ستين عاما في تعزيز المدارس العامة الأمريكية من فكرة ناشئة إلى قاعدة راسخة حدد جون ديوي، وهو شخصية رئيسية في هذه الحركة من ثمانينات القرن التاسع عشر إلى عام 1904، حدد الطريق للفلسفة التعليمية فضلاً عن الإصلاحات المدرسية الملموسة وقد تأثر تفكيره بأفكار فروبيل وهيرتبارت. ردود فعله على النظريات والممارسات السائدة في التعليم والتصحيحات التي أدخلت على هذه الفلسفات والتوصيات للمدرسين والإداريين لتبني «التعليم الجديد» تقدم سردًا حيويا لتاريخ تطور التفكير التربوي في أواخر القرن التاسع عشر وأول القرن العشرون.وضع ديوي البراغماتية فوق المطلقات الأخلاقية وساعد على خلق أخلاقيات الظرفية. بداًء من عام 1897 نشر جون ديوي ملخصًا حول التعليم التقدمي في مجلة المدرسة وتنقسم وجهات النظر النظرية إلى خمسة أقسام المبينة في أسفل.

#### ماهو التعليم
التعليم وفقا لديوي هو «مشاركة الفرد في الوعي الاجتماعي للعرق» (ديوي1897، الفقرة 1) وعلى هذا النحو ينبغي أن يأخذ التعليم في الاعتبار أن الطالب كائن اجتماعي وتبدأ العملية عند الولادة باكتساب الطفل المعرفة دون وعي وتطوير معارفه تدريجياً لتقاسم والمشاركة في المجتمع.
للعملية التعليمية وجهان هما الجانب النفسي والجانب الاجتماعي (ديوي،1897) غرائز الطفل نفسه سوف تساعد على تطوير المواد التي يتم تقديمها لهم هذه الغرائز تشكل أيضا أساس معرفتهم مع كل شيء بناء على ذلك وهذا يشكل أساس افتراض ديوي بأنه لا يمكن للمرء أن يتعلم بدون حافز.
يجيب أن يركز التعليم على الطفل ككل لأنك لا يمكن أن تكون متأكدا من أين يمكن أن ينتهي المجتمع أو حيث سيكون هناك حاجة إلى هذا الطالب أو سوف تأخذ منهم.

#### ماهي المدرسة
"يفشل التعليم لأنه يهمل هذا المبدأ الأساسي للمدرسة كشكل من أشكال الحياة المجتمعية وهي تعتبر المدرسة مكاناً تعطى فيه معلومات معينة أو تسمع فيه بعض الدروس أو تتشكل فيه عادات معينة (ديوي1897، الفقرة 17) ورأى ديوي أنه نظراً لأن التعليم هو بنأء اجتماعي فإنه بالتالي جزء من المجتمع وينبغي أن يعكس المجتمع.
«التعليم هو عملية العيش وليس المقصود بها أن يكون إعداد للعيش في المستقبل»(ديوي،1897) لذالك يجب أن تمثل المدرسة الحياة الحالية وعلى هذا النحو ينبغي أن تشارك أجزاء من الحياة المنزلية للطالب (مثل التعليم الأخلاقي والمعنوي) في عملية التعليم.المعلم جزاء من هذا ليس كشخصية موثوقة ولكن كعضو في المجتمع موجود لمساعدة الطالب.

#### موضوع التعليم
وفقا لديوي ينبغي أن يعكس المنهج الدراسي في المدارس منهج المجتمع وينبغي أن يعكس مركز المناهج الدراسية تطور البشر في المجتمع وينبغي أن تقترن دراسة المواضيع الأساسية (اللغة والعلوم والتاريخ) بدراسة الطبخ والخياطة والتدريب اليدوي.علاوة على ذلك يرى أن«التقدم لا يحدث في تعاقب الدراسات ولكن في تطوير مواقف جديدة تجاه الخبرة والاهتمامات الجديدة» (ديوي1897، الفقرة 38).

#### طبيعة المنهج
تركز هذه الطريقة على سلطات الطفل ومصالحه إذا تم إلقاء الطفل في دور سلبي كطالب، واستيعاب المعلومات، فإن النتيجة هي مضيعة لتعليم الطفل. (ديوي1897) المعلومات المقدمة للطالب سيتم تحويلها إلى أشكل وصور ورموز جديدة من قبل الطالب بحيث تتناسب مع تطوره واهتماماته تطوير هذا أمر طبيعي ومن شأن قمع هذه العملية ومحاولة «الاستعاضة عن البالغ باطفل» (ديوي1897، فقرة 52) أن يضعف الفضول الفكري للطفل.

#### المدرسة والتقدم الاجتماعي
بالنسبة لديوي فإن التعليم الذي ينظم «عملية المجيء للمشاركة في الوعي الاجتماعي» هو الطريقة«الوحيدة المؤكدة» لضمان التقدم والإصلاح الاجتماعيين (ديوي1897، فقرة 60) وفي هذا الصدد ينذر ديوي من إعادة البناء الاجتماعي حيث المدارس هي وسيلة لإعادة البناء المجتمع وبما أن المدارس أصبحت وسيلة لإعادة بناء المجتماعي يجب تزويدها بالمعدات المناسبة لأداء هذه المهمة وتوجيه طلابها.

### هيلين باركهورست
وضعت المعلمة الأمريكية هيلين باركهورست (1886-1973) خطة دالتون في بداية القرن العشرين بهدف إصلاح التربية الحالية أنذاك وإدارة الفصول الدراسية أرادت أن تكسر تعليم المقفل الذي يركز على المعلم وخلال تجربتها الأولى التي نفذتها في مدرسة ابتدائية صغيرة كمعلمة شابة في عام 1904 لاحظت أنه عندما يمنح الطلاب الحرية في توجيه الذاتي وسرعة الذات ومساعدة بعضهم البعض يزداد دافعهم بشكل كبير ويتعلمون المزيد.في تجربة لاحقة في عام 1911و1912 أعادة باركهيرست تنظيم التعليم في مدرسة كبيرة للأطفال الذين هم في التاسعة والرابعة عشرة من العمر وبدلاً من كل صف تم تعيين لكل مادة مدرسًا خاصًا بها وفصلاً دراسيًا خاصًا بها.ويقوم معلمو المواد بمهامهم: فقد حولو موضوع لكل صف إلى مهام تعليمية وبهذه الطريقة أصبح التعلم هو عمل الطلاب يمكنهم القيام بعملهم بشكل مستقل والعمل باسرعة التي تناسبهم والتخطيط لعملهم بأنفسهم.تحول الفصل الدراسي إلى مختبر حيث يعمل الطلاب مفروش ومجهز مكان عمل مصمم خصيصًا لتلبية متطلبات وموضوعات محددة تم وضع مواد تعلمية مفيدة وجذابة وأدوات وكتب مرجعية في متناول الطلاب تم استبدال المقاعد بطاولات كبيرة لتسهيل التعاون وتعليم المجموعة.شكلت هذه التجربة الثانية أساس التجارب التالية، تلك الموجودة في دالتون ونيويورك، من عام 1919 فصاعداً.كانت الإضافة الوحيدة هي استخدام الرسوم البيانية والرسوم البيانية التي تمكن الطلاب من تتبع تقدمهم في كل مادة.
في العشرينات والثلاثينات من القرن التاسع عشر انتشر تعليم دالتون في جميع أنحاء العالم ليس هناك يقين فيما يتعلق بالأعداد الدقيقة لمدارس دالتون ولكن كان هناك تعليم دالتون في أمريكا وأستراليا وإنجلترا وألمانيا وهولندا والاتحاد السوفتي والهند والصين واليابان. [بحاجة لمصدر] ولا سيما في هولندا والصين واليابان ظل تعليم دالتون قاماً في السنوات الأخيرة كان هناك انتعاش الاهتمام الدولي لاسيما في انكلترا وألمانيا والجمهورية التشيكية وسلوفاكيا. [بحاجة لمصدر]

### رودولف شتاينر
وصف رودولف شتاينر (1869-1925) مبادئ ما كان سيصبح تعليم والدورف لأول مرة في عام 1907 أسس سلسلة من المدارس على أساس هذه المبادئ بدءا من عام 1919 ويركز التعليم على وضع منهج دراسي مناسب للتنمية يدمج بشكل كلي التجارب العملية والفنية والاجتماعية والأكاديمية. هناك أكثر من ألف مدرسة والعديد من مراكز الطفولة المبكرة في جميع أنحاء العالم.كما أنها أصبحت شكلا شعبيا من التعليم المنزلي.

### ماريا مونتيسوري
بدأت ماريا مونتيسوري (1870-1952) في تطوير فلسفتها وأساليبها في عام 1897 وقد استندت في عملها إلى ملاحظاتها عن الأطفال وتجاربها على البيئة والمواد والدروس المتاحة لهم وكثيراً ما أشارت إلى عملها على أنه«علم التربية العلمية» قائلة إن الحاجة إلى تجاوز مراقبة الطلاب وقياسهم إلى تطوير أساليب جديدة لتحويلهم.على الرغم من أن تعليم مونتيسوري انتشر إلى الولايات المتحدة في عام 1911 كانت هناك صراعات مع المؤسسة التعليمية الأمريكية وعارضه ويليام هيرد كيلباتريك ومع ذلك عاد التعليم مونتيسوري إلى الولايات المتحدة في عام 1960 ومنذ ذلك الحين انتشرت إلى الألأف من المدارس هناك.
في عام 1914 نظمت جمعية مونتيسوري في إنجلترا مؤتمرها الأول استضافه ريف بيرترام هوكر. الذي كان قد أنشأ بالشراكة مع مدرسته الابتدائية المحلية في قرية نورفولك الساحلية في إيست رونتون، أول مدرسة مونتيسوري في إنجلترا صور هذه المدرسة وأطفالها توضح «دليل مونتيسوري الخاص» (1914)  وقد أعجب هوكر بزيارته إلى كاسا دي بامبيني في مونتسوري روما حيث أجرى العديد من المحادثات حول عمل مونتيسوري بعد عام 1912 مما ساعد في توليد اهتمام وطني بعملها نظم مؤتمر مونتيسوري عام 1914 بالشراكة مع إدموند هولمز كبير مفتشي المدارس السابق الذي كتب تقريرًا حكوميًا عن مونتيسوري وقرر المؤتمر أن اختصاصه هو تعزيز«تحرير الطفل في المدرسة» وعلى الرغم من أنه مستوحى من مونتيسوري إلا أنه سيشجع ويدعم وينتتش المعلمين والتربويين الذين يسعون من خلال مدارسهم وأساليبهم إلى تحقيق هذا الهدف.غيروا اسمهم في العام التالي إلى المثل العليا الجديدة في التعليم.وافتتح كل مؤتمر لاحق بالإشارة إلى تاريخه وأصله كمؤتمر مونتيسوري يعترف بالهامها وتقارير مائلة لأعضاء جمعية مونتيسوري في قوائم المندوبين وشملت العديد من الأحداث الأخرى أساليب مونتيسوري ودراسات الحالة.مونتيسوري من خلال المثل الجديدة في التعليم لجنتها وأعضائها والأحداث والمنشورات أثرت بشكل كبير على التعليم الحكومي التقدمي في إنجلترا. .

### روبرت بادن باول
في يوليو 1906 أرسل إرنست طومسون سيتون إلى روبرت بادن باول نسخة من كتابه «لفة بيرشبارك» للهنود وودكرافت.كان سيتون كندياً أمريكياً مولوداً في بريطانيا ويعيش في الولايات المتحدة وتبادلو الأفكار حول برامج تدريب الشباب. في عام 1907 كتب بادن باول مسودة تسمى دوريات بوي وفي العام نفسه ولاختبار أفكاره جمع 21 صبياً من خلفيات اجتماعية مختلطة وعقد معسكراً لمدة أسبوع في أغسطس في جزيرة براونسي في إنكلترا. سمحت طريقته التنظيمية المعروفة الآن باسم نظام الدوريات وجزء رئيسي من التدريب الكشفي للأولاد بتنظيم أنفسهم في مجموعات صغيرة مع قائد دورية منتخب. ثم كتب بادن باول بعد ذلك الكشافة للأولادعموما كبداية للحركة الكشفية التي انتشرت في جميع أنحاء العالم قدم بادن باول وشقيقته أغنيس بادن باول المرشدات في عام 1910.

### مقارنة بالتعليم التقليدي
يستخدم التعليم التقليدي الدافع الخارجي مثل الدرجات والجوائز.ومن الأرجح أن يستخدم التعليم التقدمي الدافع الجوهري مستند في الأنشطة إلى مصالح الطفل.قد يتم تثبيط الثناء كحافز. التعليم التقدمي هو استجابة للأساليب التقليدية للتعليم وهي تعرف بأنها حركة تعليمية تعطي قيمة للخبرة أكبر من التعلم الرسمي وهو يعتمد أكثر على التعلم التجريبي الذي يركز على التنمية مواب الطفل.

### مهارات القرن الحادي والعشرين
مهارات القرن الحادي والعشرين هي سلسلة من المهارات والقدرات والتصرفات التعليمية ذات الترتيب العالي التي تم تحديدها على أنها مطلوبة للنجاح في المجتمع الرقمي المتغير بسرعة وأماكن العمل.كما أن العديد من هذه المهارات تحدد صفات التعليم التقدمي با لإضافة إلى ارتباطهابالتعلم الأعمق الذي يقوم على إتقان مهارات مثل التفكير التحليلي وحل المشكلات المعقدة والعمل الجماعي.وتختلف هذه المهارات عن المهارات الأكاديمية التقليدية من حيث أنها لا تستند في المقام الأول إلى المعارف المتعلقة بالمحتوى.

## في الغرب

### فرنسا
استلهم إدموند ديمولينز من أبوتشولم وبدليس ليقوم بالعثور على مدرسة روش في فيرنويل سور-أفري في عام 1899. نفذ بول روبن المبادئ التقدمية في دار أيتام بريفوست بين عامي 1880و1894 كانت هذه أول مدرسة فرنسية مختلطة كانت فضيحة في ذلك الزمان.أنشأ سيباستيان فور في عام 1904 مدرسة ليبرالية«خلية النحل».

### ألمانيا
أسس هيرمان ليتز ثلاث مدارس دخلية ريفية في عام 1904 على أساس نموذج ريدي للأولاد من مختلف الأعمار.نجح ليتز في نهاية المطاف في تأسيس خمسة دور الدولة التعليمية. أسس إيدث وبول غيب أودينوالدشول في هيبنهايم فيأودنوالد في عام 1910 باستخدام مفهومهما للتعليم التقدمي الذي دمج عمل الرأس واليد.

### بولندا
كان يانوش كوركزاك أحد المتابعين والمطورين البارزين لأفكار بيستالوزي.كتب أسماء بيستالوزي وفروبيل وسبنسر تألق تألق لا يقل عن أسماء أعظم المخترعين في القرن العشرين لأنهم اكتشفوا أكثر من قوى الطبيعة المجهولة.أكتشفو النصف المجهول من البشرية: الأطفال.  أصبح منزل الأيتام في وارسو مؤسسة نموذجية وكان له تأثير على العملية التعلمية في دور الأيتام الأخرى من نفس النوع.

### أيرلندا
كانت مدرسة كويكرالتي تديرها في باليتوري ، كو كيلدرا في القرن الثامن عشر لديها طلاب من أماكن بعيدة مثل بوردو (حيث كان هناك عدد كبير من المهاجرين الأيرلنديين) ومنطقة البحر الكاريبي والنرويج وكان من بين التلاميذ البارزين إدموند بورك ونابر تاندي. Sgoil Éanna أو باللغة الإنجليزية St Enda's تأسست في عام 1908 من قبل باتريك بيرس على مبادئ مونتيسوري.مساعد مدير المدرسة السابق توماس ماكدونا ومعلمين أخرين بما في ذلك بيرس كون كولبير. تم إعدام شقيق بيرس ويلي معلم الفن وجوزيف بلونكيت والمحاضر العرضي في اللغة الإنجليزية من قبل البريطانيين بعدالارتفاع عام 1916.كان بيرس ومادونا اثنين من القادة السبعة الذين وقعوا على إعلان الاستقلال الأيرلندي وكان كتاب بيرس «إلة القتل»  إدانة لنظام المدرسة الإنجليزية في ذلك الوقت وإعلانًا لمبادئه التعليمية الخاصة.

### إسبانيا
في إسبانيا تم تأسست إسكويلا مودرنتا في عام 1901 من قبل فرانسيسكو فيرير وهو معلم كاتالوني وفوضوي لقد تأثر با (سيسيل ريدي) المدارس الحديثة والتي تسمى أيضاً`` مدارس فيرير '"التي تأسست في الولايات المتحدة كانت تستند إلى إسكويلا مودرنتا وكما هو الحال في إسبانيا كان الهدف من المدارس هو تثقيف الطبقات العاملة من منظور علماني واعيعلى الطبقة. قامت المدارس الحديثة بنقل صفوف أكاديمية نهارية للأطفال ومحاضرات التعليم ليلاً للبالغين.

### السويد
في السويد كان من أوئل مؤيدي التعليم التقدمي ألفا ميردال التي شاركت مع زوجها غونار في كتابت كريس أنا befolkningsfrågan) 1934) هوبرنامج مؤثر للغاية للهيمنة الاجتماعية الديمقراطية (1932-1976) المعروف شعبياً باسم «فولهمميت». ومرت الإصلاحات المدرسية من خلال التقارير الحكومية في الأربعينات والتجارب في الخمسينات إدى إلى إدخل مدارس عامة شاملة في عام 1962 بدلاً من المدارس الموازية التي كانت منفصلة سابقاً للتعليم النظري وغير النظري.

### المملكة المتحدة
انتسرت أفكار ريدي إلى مدارس مثل مدرسة بيدالز (1893) مدرسة الملك ألفريد لندن (1898) ومدرسة سانت كريستوفر ليتشوورث (1915) وكذلك جميع مدارس الأصدقاء ومدارس فالدورف وتلك التي تنتمي إلى مؤتمر ساحة الجولة.كانت مدرسة الملك ألفريد متطرفة في وقتها من حيث أنها توفر التعليم العلماني وأن الفتيان والفتيات كانو متعلمين معاً. يعتقد ألكسندر ساذرلاند نيل أن الأطفال يجب أن يحققوا تقرير ويجب تشجيعهم على التفكير النقدي بدلاً من الطاعة العمياء وقد نفذ أفكاره مع تأسيس مدرسة سمرهيل في عام 1921.يعتقد نيل أن الأطفال يتعلمون بشكل أفضل عندما لايضطرون لحضور الدروس كما تمت إدارة المدرسة بشكل ديمقراطي مع عقد اجتماعات منتظمة لتحديد قواعد المدرسة وللتلاميذ حقوق متساوية في التصويت مع موظفي المدارس.

### الولايات المتحدة الأمريكية

#### الممارسون الأوائل
أسست طالبة فروبيل مارغريت شورز أول روضة أطفال في الولايات المتحدة في وترتاون ، ويسكونسن عام 1856 كما ألهمت إليزابيث بيبودي التي ذهبت إلى تأسيس أول روضة أطفال ناطقة باللغة الإنجليزية في الولايات المتحدة، كانت اللغة في روضة شورز ألمانية لخدمة مجتمع المهاجرين، في بوسطن عام 1860.وقد مهد ذلك الطريق لانتشار المفهوم في الولايات المتحدة الأمريكية كما أسس المهاجر الألماني أدولف دواي روضة أطفال في بوسطن عام 1859 لكنه اضطر إلى أغلاقها بعد عام واحد فقط. ومع ذلك بحلول عام 1866 كان قد أسس أخرين في مدينة نيويورك.
كان ويليام هيرد كيلباتريك (1871-1965) تلميذًا لديوي وأحد الممارسين الأكثر فعالية للمفهوم كما كان أكثر مهارة في نشر حركة التعليم التقدمي ونشر كلمة أعمال ديوي وهو معروف بشكل خاص با«طريقة المشروع في التدريس». طور هذا فكرة التعليم التقدمي بأن الطلاب كانوا سينخرطون ويتعلمون حتى يكن توجيه معارفهم إلى المجتمع من أجل حاجة مفيدة اجتماعيًا.وعلى غرار ديوي شعر ويليام بأن الطلاب يجب أن يشاركوا بنشاط في تعلمهم بدلاً من فك ارتباطهم بنشاط باقراءة البسيطة وقلس المواد.
كان فرانسيس باركر أشهر الممارسين الأوائل للتعليم التقدمي وكان المتحدث باسمها الأكثر شهرة هو الفيلسوف جون ديوي في عام 1875 أصبح فانسيس باركر مشرفًا للمدارس في كوينسي ، ماساتشوستس بعد قضاء عامين في ألمانيا في دراسة الاتجاهات التعليمية الناشئة في القارة عارض باركر التعلم عن ظهر قلب معتقدًا أنه لاقيمة للمعرفة بدون فهم وجادل بدلاً من ذلك بأن المدارس يجب أن تشجع وتحترم إبداع الطفل دعا نظام باركر كوينسي لنظام التعلم المتمحور حول الطفل والقائم على الخبرة. استبدل المنهج التقليدي بوحدات تعليمية متكاملة تستند إلى الموضوعات الأساسية المتعلقة بمعرفة التخصصات المختلفة .استبدل القراء التقليديين والروائيين والكتب النحوية با كتب خاصة بالأطفال والأدب والمواد التي أعدها المعلم. في عام 1883 غادر باركر ماساتشوستس ليصبح مدير مدرسة مقاطعة كوك العادية في شيكاغو وهي مدرسة التي عملت أيضا لتدريب المعلمين على أساليب باركر في عام 1894 أصبحت محادثات باركل حول التربية التي اعتمدت بشكل كبير على تفكير فروبل وبيستالوززي وهربارت واحدة من أولى الكتابات الأمريكية حول التعليم لاكتساب شهرة عالمية.
في العام نفسه انتقال الفيلسوف جون ديوي منجامعة ميشيغان إلى جامعة شيكاغوالمنشأة حديثاً حيث أصبح رئيساً لقسم الفلسفة وعلم النفس والتعليم .قام هو وزوجته بالتحاق بأطفالهما في مدرسة باركر قبل أن أسسا مدرستهما الخاصة بعد عامين.
في حين بدأ باركرمع الممارسة ثم انتقل إلى النظرية بدأ ديوي مع الفرضيات ومن ثم وضع أساليب ومناهج لاختبارها وبحلول الوقت الذي انتقل فيه ديوي إلى شيكاغو في سن الخامسة والثلاثين كان قد نشر بالفعل كتابين عن علم النفس وعلم النفس التطبيقي.وقال إنه أصبح غير راض عن الفلسفة باعتبارها مجرد تكهنات وكان يبحث عن سبيل لجعل الفلسفة ذات صلة مباشرة بالمسائل العملية .وبعيدًا عن الاهتمام المبكر بهيجل وشرع ديوي في رفض جميع أشكال الثنائية والانقسام لصالح فلسفة التجربة كسلسلة من الكل الموحد الذي يمكن أن يرتبط فيه كل شيء في نهاية المطاف.
في عام 1896 افتتح جون ديوي ما أسماه المدرسة المختبرية لاختبار نظرياته وأثارها الاجتماعية .مع ديوي كمدير وزوجته كمديره تم تخصيص جامعة شيكاغو ومختبر المدرسة لاكتشاف في الإدارة وأختيار الموضوع وطرق التعلم والتدريس والانضباط وكيف يمكن للمدرسة أن تصبح مجتمع تعاوني وتنمية قدرات الأفراد وتلبية احتياجاتهم الخاصة (كريمين،136) وبالنسبة لديوي فإن الهدفين الرئيسيين المتمثلين في إقامة مجتمع تعاوني وتنمية قدرات الافراد الخاصة ليسا متعارضين .وتكمن وحدة الهدف هذه في صميم فلسفة التعليم التقدمي في عام 1912 أرسل ديوي طلاب بفلسفته لإنشاء مدرسة بارك في بافالو ومدرسة بارك في بالتيمور لوضعها موضع التنفيذ وتعمل هذه المدارس حتى يومنا هذا في إطار نهج تقدمي مماثل.
في كولومبيا عمل ديوي مع معلمين أخرين مثل تشارز إليوت وأبراهام فليكسنر للمساعدة في تحقيق التقدم في التيار الرئيسي لتعليم الأميركي في عام 1917 أنشات كولومبيا كلية لينكولون للمعلمين "كمختبر للعمل من المناهج الابتدائية والثانوية التي يجب القضاء على المواد البالية والسعي للعمل حتى في شكل مواد قابلة للاستخدام تتكيف مع احتياجات المعيشة الحديثة (كريمين،281) بناء على طلب فلينكسير أن المناهج الحديثة "لا تتضمن أي شيء لا يمكن أن تكون حالة إيجابية " (كريمين،281) نظمت المدرسة الجديدة أنشطتها حول أربعة مجالات أساسية العلوم والصناعة وعلم الجمال والمدنيات بنت مدرسة لينكولن مناهجها الدراسية حول"وحدات العمل" التي أعادت تنظيم المادة التقليدية في أشكال تحتضن تنمية الأطفال والاحتياجات المتغيرة لحياة البالغين أجرى الصافن الأول والثاني دراسة للحياة المجتمعية التي بنو فيها مدينة فعليًا .مشروع الصف الثالث ينمو من الحياة اليومية القريبه لنهر هدسون.أصبحت واحدة من الوحدات الأكثر شهرة في المدرسة والتي تحت إشراف معلمتهم الانسة كورتيس أصبحت مدخلاً إلى التاريخ والجغرافيا والقراءة والكتابة والحساب والعلوم والفن والأدب. تم تصميم كل وحدة على نطاق واسع بما فيه الكفاية بحيث يمكن للأطفال المختلفين التركيز على جوانب المختلفة اعتمادًا على اهتماماتهم واحتياجاتهم الخاصة.دعت كل وحة إلى أنشطة طلابية متنوعة على نطاق واسع وسعت كل منها للتعامل بعمق مع بعض الجوانب الحاسمة للحضارة المعاصرة وأخيرًا قامت كل وحدة باشراك الأطفال في العمل معًا بشكل تعاوني ووفرت أيضًا فرصًا للبحث والاستكشاف الفردي.
في عام 1924 نشرت أغنيس دي ليما الكاتبة الرئيسية عن التعليم في للجمهورية الجديدة والأمة مجموعة من مقالاتها حول التعليم التقدمي في كتاب بعنوان«عدونا الطفل».
في عام 1918 أصدرت الجمعية الوطنية للتعليم التي تمثل المشرفين ولإداريين في المناطق الأضعر في جميع أنحاء البلاد تقريرها«المبادئ لأساسية للتعليم الثانوي» وشددت على تعليم الطلاب من حيث الصحة والقيدة العمليات الأساسية والعضوية الجديرة في المنزل والمهن والمواطنة والاستخدام الجدير للترفيه والشخصية الأخلاقية وأكدوا على تعديل الحياة وعكسوا نموذج الكفاءة الاجتماعية للتعليم التقدمي.
من عام 1919 إلى عام 1955 عملت جمعية التعليم التقدمي التي أسسها ستانوود كوب وأخرون على تعزيز نهج أكثر تركيزا على الطالب في التعليم. خلال فترة الكساد الكبير أجرات المنظمة دراسة مدتها الثماني سنوات لتقييم أثار البرامج التقدمية وتمت مقارنة أكثر من 1500 طالب على مدى أربع سنوات بعدد متساو من الطلاب الذين تمت مطابقتهم بعناية في المدارس التقليدية.عندما وصلو إلى الكلية وجد الطلاب التجريبيين متساوين أو يتجاوزن الطلاب المتعلمين تقليديا على جميع النتائج: الدرجات والمشاركة خارج المناهج الدراسية ومعدلات التسرب وفضول الفكري والحيلة.وعلاوة على ذلك وجدت الدراسة أنه كلما خرجت المدرسة عن البرنامج التحضيري للكلية التقليدية سجل خرجين أفضل (كون، المدارس،232).
بحلول منتصف القرن اعتمدت العديد من برامج المدارس العامة أيضا عناصر من المناهج الدراسية التقدمية. في منتصف القرن يعتقد ديوي أن التعليم التقدمي «لميخترق حقا وتغلغل في أسس المؤسسة التعليمية»(كون، المدارس،6,7)ومع تزايد تأثير التربية التقدمية على نطاق أوسع وأكثر انتشاراً بدأ الممارسون في تغيرر تطبيقهم للمبادئ التقدمية.وبما أن التفسيرات والممارسات المختلفة جعلت تقييم الإصلاحات التدريجية أكثر صعوبة في التقييم بدأ النقاد في اقتراح نهج بديلة.
يمكن رؤية بذور النقاش حول التعليم التقدمي في اختلافات باركر وديوي .ويتعلق ذلك بمدى نجاح المنهج الدراسي والجهة التي ينبغي أن يتم وضعها من الصف إلى الصف ومدى ضرورة تحديد الاهتمامات الناشئة للطفل لأنشطة الفصول الدراسية وأهمية التعلم الذي يركز على الطفل مقابل التعلم المجتمعي وعلاقة بناء المجتمع بالنمو الفردي وخاصة العلاقة بين العاطفة والفكر والخبرة.
في عام 1955 نشر رودولف فليش كتاب لمذا جوني لايمكنه قراءة النقد كان موجه لبرامج القراءة التي تركز على القراءة في السياق. أثار عصر مكارثي المحافظ تساؤلات حول الافكار الليبرالية في جذور الإصلاحات التقدمية.إدى إطلاق سبوتنيك في عام 1957 إلى ظهور الحرب الباردة أدت إلى عدد من النهج التنافسية الفكرية للمعرفة التأديبية مثل BSCS البيولوجيا PSSC الفيزياء، من قبل أساتذة الجامعات مثل أدى جيروم برونر وجيرولد زكريا .
تضمنت بعض إصلاحات الحرب الباردة عناصر تقدمية على سبيل المثل كان عمل زكريا وبرونر يستند إلى علم النفس التنموي لجان بياجيه وأدرج العديد من أفكار ديوي في التعليم التجريبي أصبح تحليل لعلم النفس النموي جوهر حركة تربوية تعرف باسم البنائية والتي تقول إن الطفل مشارك نشط في صنع المعنى ويجيب أن يشارك في تقديم التعليم من أجل التعلم ليكون فعالاً.هذا النهج النفسي له صلات عميقة بعمل كل من باركر وديوي وأدى إلى انبعاث أفكارهم في النصف الثاني من القرن.
في عام 1965 افتتح الرئيس جونسون المجتمع العظيم وقانون التعليم الابتدائي والثانوي.اكتفى ببرامج المدارس العامة بأموال شاملة لإصلاحات التعليم.فيالوقت نفسه أدى تدفق التمويل الفيدرالي أيضًا إلى ظهور مطالب للمساءلة ونهج الأهداف السلوكية لروبرت ماغر وأخرين ينذرون با قانون عدم ترك أي طفل وراءهم في عام 2002.ضد هولاء النقاد تقدم المتحدثون بليغون إلى الأمام ودفاعًا عن التقاليد التقدمية.استدعت حركة الفصل المفتوح، بقيادة هيرب كول وجورج دينيسون، العديد من الإصلاحات التي تتمحور حول طفل باركر.
شهدت أواخر الستينات وأوائل السبعينات ارتفاعاً وانخفاضاً في عدد المدارس التقدمية. كان هناك عدة أسباب للانخفاض:
- التركيبة السكانية: مع مرور طفرة المواليد لم تعد الفصول الدراسية التقليدية أكثر من اللازم مما قلل الطلب على البدائل.
- الاقتصاد: أزمة النفط والركود جعلت المدارس أقل جدوى
- تغير الزمن: مع نهاية حرب فيتنام تضاءل النشاط الاجتماعي.
- المشاركة: تم اختيار العديد من المدارس من قبل أشخاص لم يؤمنوا بالمهمة الأصلية.
- المركزية: المركزية المستمرة للمقاطعات المدرسية.
- عدم التنفيذ: فشلة المدارس في تنفيذ نموذج للحكومة المشتركة.
- الديناميكيات الشخصية: الخلاف حول أهداف المدرسة وضعف مهارات العملية الجماعية وعدم وجود حوار نقدي والخوف من القيادة الحازمة.

قد اعتبر التعليم التقدمي بديلاً للتعليم الموجه نحو الاختبار الذي ينص عليه قانون «لا يترك أي طفل دون تعليم». كان ألفي كون ناقدًا صريحًا لقانون عدم ترك أي طفل ومدافعًا عاطفيًا عن التقاليد التقدمية.
أدت ثورات دافعي الضرائب، التي أدت إلى خفض تمويل التعليم العام في العديد من الولايات، إلى تأسيس عدد غير مسبوق من المدارس المستأجرة زيادة في برامج التقدمية وفي الأونة الأخيرة أدى الاحتجاج العام ضد أي طفل لم يترك الاختبار والتدريس للاختبار إلى تسليط الضوء على التعليم التقدمي مرة أخرى وعلى الرغم من الاختلافات التي لا تزال قائمة بين التقدمية في جميع أنحاء البلاد فإن معظم المدارس التقدمية اليوم أصبحت حيوية من خلال هذه الممارسة الشائعة:
- المنهج أصبح أكثر مرونة ويتأثر باهتمام الطلاب.
- المعلمون هم ميسرون للتعلم الذين يشجعون الطلاب على استخدام مجموعة واسعة من الأنشطة للتعلم
- يستخدم المعلمون التقدميون مجموعة متنوعة من المواد التي تسمح بالبحث الفردي والجماعي.
- المعلمون التقدميون يشجعون الطلاب على التعلم عن طريق الاكتشاف.
- غالباً ما تشمل برامج التعليم التقدمي استخدام موارد المجتمع المحلي وتشجع على المشاريع التعلم الخدمات.

## في الشرق

### الهند
كان رابيندراناث طاغور (1861-1941) أحد الممارسين الأكثر فعالية لمفهوم التعليم التقدمي.ووسع سانتييكان، وهي بلدة صغيرة بالقرب من بولبور في منطقة بيربهوم في غرب البنغال، الهندعلى بعد حوالي 160 كم شمال كلكتا، وقال انه التعليم المدرسي لصالح موارد التعلم المتنوعة من الطبيعة.وكان التركيز هنا على الدافع الذاتي بدلاً من الانضباط وعلى عزيز الفضول الفكري بدلاً من التميز التنافسي كانت هناك دورات حول مجموعة كبيرة ومتنوعة من الثقافات وبرامج دراسية مخصصة للصين واليابان والشرق الأوسط. وكان يرى أن التعليم يجب أن يكون "ممارسة سعيدة لطاقاتنا المبتكرة والبناء الذي يساعدنا على بناء الشخصية.

### اليابان
Seikatsu tsuzurikata(طريقة الحياة) هي حركة شعبية في اليابان التي لديها العديد من أوجه التشابه مع حركة التعليم التقدمي لكنها تطورت بشكل مستقل تماما بداء من أواخر 1920 كانت الحركة التعلمية التقدمية اليابانية واحدة من نقاط الانطلاق لتحديث اليابان وكان لها صدى حتى يومنا هذا.

### كوريا
في حين تم تأسيس أول (مدرسة بديلة) ديان هاكجيو في السبعينات أصبح التعليم البديل معروفاً للناس في التسعينيات.ومع ذلك حتى فترة طويلة من عام 2000 كان العديد من الناس يعتقدون أن مثل هذا النظام المدرسي هو«لمثيري الشغب» لأنهم غير معتمدين من قبل وزارة التعليم وبالتالي لم يقدموا أي دبلوم .وكان على الطلاب الذين التحقوا بهذه المدارس أن يأخذو امتحان في دبلوم المعادل للمدارس الثانوية.ومع ذلك وابتداء من أواخر القرن العشرين بدأت المدارس البديلة ذات الدوافع التقدمية وفلسفة التعليم في الحصول على الاعتماد في عام 2010 أصبحت المدارس التقدمية العامة تحظى بشعبية متزايدة.

### عالمي
- - Blossing, Ulf, Gunn Imsen, and Lejf Moos. "Progressive Education and New Governance in Denmark, Norway, and Sweden." The Nordic Education Model (Springer Netherlands, 2014) pp 133–154.
  - Brehony، Kevin J. (1997). "An 'undeniable' and 'disastrous' Influence? John Dewey and English Education (1895–1939)". Oxford Review of Education. ج. 23 ع. 4: 427–445. DOI:10.1080/0305498970230401.
  - Christou, Theodore Michael. Progressive Education: Revisioning and Reframing Ontario's Public Schools, 1919–1942 (2013)
  - Hughes, John Patrick. "Theory into practice in Australian progressive education: the Enmore Activity School." History of Education Review 44#1 (2015).
  - Keskin, Yusuf. "Progressive Education in Turkey: Reports of John Dewey and his Successors." International Journal of Progressive Education 10#3 (2014).
  - Knoll, Michael. "The Project Method – Its Origin and International Influence". In: Progressive Education Across the Continents. A Handbook, ed. Hermann Röhrs and Volker Lenhart. New York: Lang 1995. pp. 307–318.

### التأريخ
- - Graham, Patricia Albjerg. Progressive Education from Arcady to Academe: A History of the Progressive Education Association, 1919–1955 (1967)
  - Reese, William J. "The origins of progressive education." History of Education Quarterly 41#1 (2001): 1-24.
  - Wraga, William G. "Condescension and critical sympathy: Historians of education on progressive education in the United States and England." Paedagogica Historica 50#1-2 (2014): 59-75.